# Orange Was the Color of Her Dress, Then Silk Blue
Orange Was the Color of Her Dress, Then Silk Blue ist eine komplexe Jazzkomposition von Charles Mingus.

## Entstehungsgeschichte
Orange Was the Color of Her Dress, Then Silk Blues entstand vermutlich 1959 oder 1960 für ein halbstündiges TV-Drama, das der Produzent Robert Herridge unter dem Titel A Song of Orange in It inszenierte. Die Story: Ein Mädchen verliebt sich in einen Pianisten, kauft ein orangefarbenes Kleid und bittet nun den Pianisten, einen Song für ihr Kleid zu komponieren, mit dem Hintergedanken, dass sich nichts auf Orange reimen lässt. Charles Mingus erhielt von Robert Herridge den Auftrag, die Musik zu dem Film zu schreiben.

## Einspielungen
Ein Titel Orange Was the Color of Her Dress, Then Silk Blues wurde von Charles Mingus erstmals auf der LP Mingus Plays Piano (Impulse! Records) im Juli 1963 eingespielt, in einer Solo-Piano-Fassung, die jedoch die Züge der Mingus-Komposition Song with Orange aufwies. In völlig veränderter und ausgedehnter Form wurde das Stück 1964 mit Eric Dolphy mehrmals in den USA und regelmäßig auf der Europa-Tournee im April dieses Jahres aufgeführt. Produzent Nat Hentoff hält die 1974 mit George Adams und Don Pullen eingespielte Version für die beste Einspielung – „bewegend, verstörend und aussöhnend“.
Zusätzliche Popularität erfuhr Orange Was the Color ... durch Aufnahmen des Pianisten und Bandleaders Gil Evans, der es 1977 adaptierte und verschiedene Male in den 1980er Jahren mit seinem Monday Night Orchestra aufnahm.
Die 1984 in Boston um George Schuller gegründete kleine Big Band Orange Then Blue hat sich nach dem Stück benannt. Sie spielte 1987 mit George Adams als Gastsolisten die Komposition von Mingus ein.

## Auswahl-Diskografie
- Charles Mingus: The Great Concert, Paris 1964 (1964)
- Charles Mingus: Mingus In Europe Volume 1 (Enja, 1964)
- Charles Mingus: Changes Two (Atlantic, 1974)
- Gil Evans: Priestess (Antilles, 1977)
- Gil Evans: Live at the Public Theatre, Vol. Two (Black-Hawk, 1980)
- Gil Evans: Live at Sweet Basil, Part 1 (King, 1984)
- Gil Evans & Steve Lacy: Paris Blues (Owl, 1987)
- Orange Then Blue: Where Were You? (GM Recording, 1987)